# Covestro
Covestro AG — немецкая химическая компания, созданная в 2015 году отделением от Bayer. Штаб-квартира расположена в Леверкузене. В списке крупнейших компаний мира Forbes Global 2000 за 2022 год заняла 919-е место.

## История
Компания была создана в 2015 году отделением подразделения специализированных химикатов фармацевтической группы Bayer. Последние 14 % акций в Covestro были проданы «Байером» в мае 2018 года.
В октябре 2024 года Abu Dhabi National Oil Company объявила о поглощении компании Covestro в сделке стоимостью 14,7 млрд евро.

## Деятельность
Основные подразделения по состоянию на 2021 год:
- Эксплуатационные материалы — производство уретанов, поликарбонатов и основных химикатов; 51 % выручки.
- Специализированные материалы и решения — инженерные пластики, покрытия и клеи, полиуретан, плёнки и эластомеры; 49 % выручки.

Основные регионы деятельности:
- Европа, Ближний Восток, Латинская Америка и Африка — 43 % выручки (Германия — 12 %);
- Азиатско-Тихоокеанский регион — 34 % выручки (Китай — 22 %);
- Северная Америка — 22 % выручки (США — 19 %).

Производственные мощности насчитывают 50 предприятий в 14 странах. Крупнейшие заводы находятся в Германии (Леверкузен, Крефельд, Брунсбюттель и Дормаген), Бельгии (Антверпен), Нидерландах (Роттердам), Италии (Филаго), Испании (Барселона и Таррагона), США (Ньюарк, Бэйтаун, Саут-Чарльстон, Нью-Мартинсвилл), Китае (Шанхай), Таиланде (Маптапхут), Японии (Ниихама). Кроме этого у компании есть 10 научно-исследовательских центров.